# Calogero (religione)

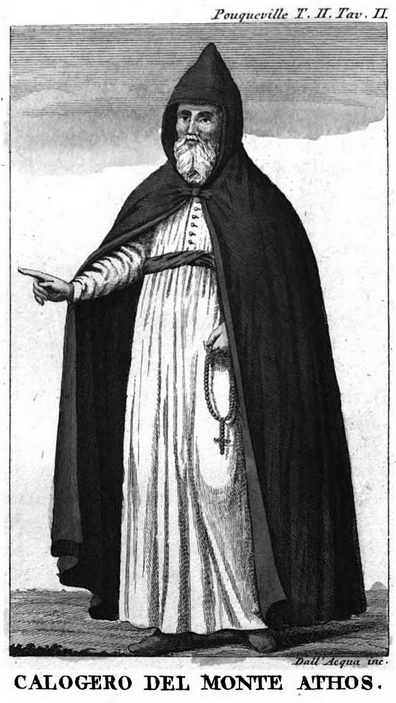

Il calogero fu una figura religiosa caratteristica della chiesa ortodossa di Grecia.
Derivante dal greco Καλόγερος (Kalògheros), che significa "buon vecchio", il termine indica dei monaci appartenenti all'ordine basiliano, così detto perché basato sulla regola di san Basilio Magno.
Vivevano per gran parte sul monte Athos e prestavano servizio presso le chiese d'oriente. Conducevano una vita molto austera e ritirata, basata sull'osservanza di quattro quaresime l'anno, molte penitenze e lavoro nei campi, con un regime alimentare che escludeva l'assunzione di carne.   
Vi furono anche le monache dette "calogere", le quali non furono vere e proprie figure religiose, si trattava di vedove che seguivano la regola basiliana, portavano la testa rasa, indossavano l'abito nero di lana, e rinunciavano a un altro matrimonio.
Dopo l'occupazione ottomana della Grecia, i calogeri subirono persecuzioni da parte degli invasori islamici e molti furono costretti a migrare verso l'Italia meridionale.